# Дело Джордана Брауна
Дело Джордана Брауна — уголовное дело в отношении гражданина США Джордана Энтони Брауна (англ. Jordan Anthony Brown), родившегося 12 августа 1997 года, который в возрасте 11 лет был первоначально обвинён, как совершеннолетний, в стрельбе, приведшей к смерти невесты своего отца — Кензи Мари Хоук (англ. Kenzie Marie Houk), 26 лет, в городе Вампум (штат Пенсильвания), 20 февраля 2009 года.
Окружная прокуратура первоначально предъявила обвинения Брауну в суде для совершеннолетних, потому что такое правило было предусмотрено в Пенсильвании для обвиняемого в убийстве независимо от его возраста. Однако позже судили как несовершеннолетнего.
Пенсильванский генеральный прокурор впоследствии поддержал государственное обвинение по данному делу. Браун провёл более трёх лет в колонии для несовершеннолетних в городе Эри (штат Пенсильвания), в то время как суд штата Пенсильвания рассматривал его дело. 13 апреля 2012 года Джордан Браун был приговорён к пожизненному заключению. Дело было закрыто, однако впоследствии его неоднократно отправляли на пересмотр.

## Преступление
По словам государственного прокурора Генеральной прокуратуры, Браун использовал юношескую модель дробовика двадцатого калибра, полученного им в подарок на Рождество от отца, чтобы убить Хоук, находившуюся на восьмом месяце беременности. Хоук была застрелена в затылок, когда она спала в постели в их доме в Западной Пенсильвании. И она, и её ещё не родившийся ребёнок погибли в результате нападения. После стрельбы Браун сел в школьный автобус вместе с 7-летней дочерью Хоук и поехал в школу, где учился в пятом классе. Полиция штата Пенсильвания нашла гильзы от дробовика по пути следования школьного автобуса, в котором Браун со своей сводной сестрой ехали в школу.
Младшая 4-летняя дочь Хоук обнаружила тело своей матери и сообщила об этом садовнику, работавшему недалеко от дома, а он вызвал полицию.

## Судебное разбирательство
Председатель суда общей юрисдикции округа Лоуренс, штат Пенсильвания, Доминик Мотто изначально установил в 2009 году, что Браун будет судим как совершеннолетний. Правозащитная организация «Международная амнистия» выступила против этого решения, ссылаясь на возможное нарушение норм международного права.
Адвокаты Брауна обжаловали решение судьи Мотто, и после решения Высшего суда Пенсильвании, изменившего действовавшее законодательство, судья Мотто отменил своё прежнее решение и постановил, что Брауна нужно судить по процедуре, предусмотренной для несовершеннолетних. Если бы Брауна судили как совершеннолетнего, и он был бы осуждён, он мог столкнуться с возможностью пожизненного заключения без права досрочного освобождения.
Также встал вопрос о том, должны ли быть судебные слушания в ювенальном суде по делу Брауна открытыми для общественности, и должен ли он быть временно выпущен на свободу, пока принятие решения по его делу отложено.
Судья суда по семейным делам округа Лоуренс Джон Ходж постановил, что слушания по делу Брауна не будут открытыми и не будут освещаться в средствах массовой информации. Высший суд Пенсильвании отклонил апелляцию трёх местных газет (Pittsburgh Post-Gazette, Pittsburgh Tribune-Review, New Castle News), которые просили отменить решение Ходжа и сделать слушания открытыми для общественности. После того, как эти газеты решили не продолжать дальнейшего обжалования, судья Ходж получил указание от другой палаты Высшего суда быстро провести судебное слушание. Судья Ходж постановил, что Браун не будет освобождён на время ожидания слушания.
После трёх дней заслушивания свидетельских показаний и юридических доводов судья Ходж вынес в пятницу, 13 апреля 2012 года, вердикт, что Браун ответственен за убийство первой степени 26-летней Кензи Хоук и убийство её ещё не родившегося ребёнка мужского пола. Судья Ходж оценил 14-летнего на тот момент Джордана Брауна как провинившегося (англ. delinquent), что в суде по делам несовершеннолетних эквивалентно обвинительному приговору.
Предполагалось, что судья Ходж объявит Брауну предписание (англ. disposition) — эквивалент приговора для несовершеннолетних — в более поздний срок. Согласно пенсильванскому законодательству, несовершеннолетний правонарушитель не может находиться под стражей после того, как ему исполнится 21 год. Браун мог находиться в реабилитационном лечебном центре для несовершеннолетних только до августа 2018 года, когда ему исполнится 21 год.
В 2013 году Высший суд Пенсильвании пересмотрел дело Брауна и нашёл, что доказательств, свидетельствующих в пользу его виновности, в деле недостаточно. Годом позже с этим выводом согласился и Верховный суд Пенсильвании, после чего дело было возвращено для нового рассмотрения в суд округа Лоуренс. Судья Ходж, заново рассмотрев доказательства, отказал в проведении нового слушания по делу. Этот отказ был обжалован Брауном и его адвокатами, в результате чего им удалось добиться проведения новых слушаний. В июне 2016 года суд округа Лоуренс, в очередной раз рассмотрев дело Брауна, вынес вердикт, что Джордан подлежит временному освобождению из-под стражи, что не означает отмены его пожизненного приговора.